# Edward Baker Lincoln

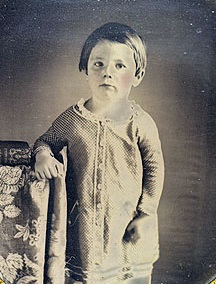
Eddie Lincoln im Alter von drei Jahren (1850)

Edward Baker „Eddie“ Lincoln (* 10. März 1846 in Springfield, Illinois; † 1. Februar 1850 ebenda) war der zweite Sohn von Abraham Lincoln und Mary Todd Lincoln.
Er wurde nach einem engen Freund von Lincoln, Edward Dickinson Baker, benannt. Sowohl Abraham als auch Mary schrieben seinen Namen „Eddy“; Der National Park Service benutzt jedoch die Schreibweise „Eddie“, die auch auf seiner Gruft im Lincoln-Grab verwendet wird.

## Leben
Eddie Lincoln wurde am 10. März 1846 im Lincoln Home in Springfield, Illinois, geboren. Über sein Leben ist wenig bekannt, aber eine überlieferte Geschichte besagt, dass eines Tages bei einem Besuch bei seinem Großvater Robert Todd in Lexington, Kentucky, Eddies älterer Bruder, Robert, ein Kätzchen fand und es ins Haus brachte. Mary Lincoln schrieb an ihren Mann über den Vorfall: „Sobald Eddy [das Kätzchen] erblickte, brach seine Zärtlichkeit aus, er ließ es Wasser bringen, fütterte es selbst mit Brot, mit seinen eigenen lieben Händen, er war ein entzückendes kleines Geschöpf.“ Marys Stiefmutter, die keine Katzen mochte, ordnete an, die Katze hinauszuwerfen, „Ed schrie und protestierte lautstark gegen das Vorhaben, sie schien sich nicht an seinen Schreien zu stören, die lang und laut waren, das versichere ich Ihnen.“
Auch Abraham Lincoln erwähnte ihn in einem Brief an seine Frau aus dem Jahr 1848, ebenfalls in der oben genannten Zeitspanne. Er ahmt die Art und Weise nach, wie der zweijährige Eddie sagen würde, sein Vater sei ins Kapitol gegangen: „Der liebe Eddy meint, Vater sei ‚tapila gegangen‘“. Er schreibt auch über die Suche nach karierten Strümpfen, die „Eddys lieben kleinen Füßen“ passen würden, sagt aber schließlich, dass er keinen Erfolg hatte, und schließt seinen Brief schließlich mit den Worten: „Was haben er und Eddy von den kleinen Briefen gehalten, die Vater ihnen geschickt hat? Lasst die gesegneten Burschen Vater nicht vergessen....“

## Tod
Eddie starb im Alter von 3 Jahren und 11 Monaten. In den Volkszählungsunterlagen wird „chronische Schwindsucht“ (Tuberkulose) als Ursache aufgeführt. Eine andere Theorie besagt, dass er an medullärem Schilddrüsenkrebs gestorben ist, da (a) der Begriff „Schwindsucht“ damals auf viele Krankheiten angewandt wurde, (b) Krebs eine fortschreitende Krankheit ist, (c) Abraham und zwei von Eddies Brüdern mehrere Merkmale aufwiesen, die mit dem genetischen Krebssyndrom multiple endokrine Neoplasie Typ 2b (MEN2B) vereinbar sind, und (d) seine dicke, asymmetrische Unterlippe ein Zeichen für MEN2B ist. Die familiäre MEN2B-Theorie in Bezug auf die Lincolns wird jedoch hauptsächlich durch die Tatsache in Frage gestellt, dass Abraham Lincoln zum Zeitpunkt seiner Ermordung 56 Jahre alt war und die unbehandelte Krankheit in der Regel irgendwann in den Dreißigern zum Tod führte; die meisten Forscher gehen davon aus, dass Eddies Tod durch Tuberkulose verursacht wurde.
Abraham Lincoln erwähnte Eddies Tod in einem Brief an seinen Stiefbruder John D. Johnston, in dem er feststellte, dass Eddie „zweiundfünfzig Tage krank“ war und „wir ihn sehr vermissen“.
Eddies Beerdigung fand im Hause Lincoln statt und wurde vom Pastor der First Presbyterian Church von Springfield geleitet. Sein Leichnam wurde auf dem nahe gelegenen Hutchinson Cemetery in Springfield beigesetzt. Beide Eltern waren am Boden zerstört. Eine Woche nach seinem Tod wurde ein unsigniertes Gedicht mit dem Titel Little Eddie im Illinois Daily Journal abgedruckt:
Those midnight stars are sadly dimmed,

  That late so brilliantly shone,

And the crimson tinge from cheek and lip,

  With the heart's warm life has flown—

    The angel death was hovering nigh,

    And the lovely boy was called to die.

The silken waves of his glossy hair

  Lie still over his marble brow,

And the pallid lip and pearly cheek

  The presence of Death avow.

    Pure little bud in kindness given,

    In mercy taken to bloom in heaven.

Happier far is the angel child

  With the harp and the crown of gold,

Who warbles now at the Saviour's feet

  The glories to us untold.

    Eddie, meet blossom of heavenly love,

    Dwells in the spirit-world above.

Angel boy—fare thee well, farewell

  Sweet Eddie, we bid thee adieu!

Affection's wail cannot reach thee now

  Deep though it be, and true.

    Bright is the home to him now given,

    For „of such is the Kingdom of Heaven.“
Übersetzung:
Die Mitternachtssterne sind traurig verblasst,

  Die noch vor kurzem so glänzend schienen,

Und der rote Schimmer von Wange und Lippe,

  Mit des Herzens warmem Leben ist geflossen.

    Der Todesengel schwebte nahe heran,

    Und der liebe Junge wurde zum Sterben gerufen.

Die seidenen Wellen seines glänzenden Haares

  Liegen still über seiner marmornen Stirn,

Und die bleiche Lippe und die perlige Wange

  verkünden die Gegenwart des Todes.

    Reine kleine Knospe, in Freundlichkeit gegeben,

    In Barmherzigkeit genommen, um im Himmel zu blühen.

Viel glücklicher ist das Engelskind

  Mit der Harfe und der Krone aus Gold,

Das jetzt zu des Heilands Füßen trällert

  Die Herrlichkeiten für uns unsagbar.

    Eddie, triff die Blüte der himmlischen Liebe,

    Wohnt in der Geisterwelt oben.

Engelsjunge – lebe wohl, leb wohl

  Süßer Eddie, wir sagen dir Lebewohl!

Das Wehklagen der Zuneigung kann dich jetzt nicht erreichen

  So tief und wahr sie auch sein mag.

    Hell ist die Heimat, die ihm nun gegeben ist,

    Denn „für solche ist das Himmelreich“.
Die Urheberschaft des Gedichts war lange Zeit rätselhaft, und einige nahmen an, dass Abraham und Mary es geschrieben haben. Im Jahr 2012 veröffentlichte die Abraham Lincoln Association einen Artikel in ihrer Zeitschrift, in dem sie zu dem Schluss kam, dass keiner der beiden das Gedicht geschrieben hat und dass es sich stattdessen um einen frühen Entwurf eines jungen Dichters aus St. Louis handelt. Die letzte Zeile steht auf Eddies Original-Grabstein, der sich heute im Abraham Lincoln Presidential Museum in Springfield befindet.
Das nächste Kind von Abraham und Mary, Willie Lincoln, wurde zehn Monate nach Eddies Tod geboren. Nach Abrahams Ermordung wurden Eddies sterbliche Überreste in das Lincoln-Grab auf dem Oak Ridge Cemetery in Springfield umgebettet.